# Potigrafu, Prahova
Potigrafu este un sat în comuna Gorgota din județul Prahova, Muntenia, România.
Denumirea satului Potigrafu provine de la cuvântul grecesc potir, care înseamnă vas din lut lucrat cu mâna și grafos de la cel care scrie vasul. Această denumire reflectă îndeletnicirea de bază a vremurilor în care localitatea a luat ființă - olăritul.
Satul s-a dezvoltat pe drumul național principal, DN1, fiind situat între două mari orașe, la o distanță de 42 km de București și 18 km de Ploiești, între lunca Ialomiței și lunca Prahovei, cele două râuri reprezentand și limitele localității, respectiv râul Ialomița la sud și râul Prahova la nord. În partea de vest se învecinează cu satul Gorgota, reședința comunei din care face parte și Potigrafu. La est se invecinea cu comuna Balta Doamnei
Localitatea mai este străbătută de râul Poienari, afluent al râului Prahova. Pe teritoriul localității mai este situată și balta Fânari, de fapt suprafața lacului intersectează teritoriul localităților Fânari și Potigrafu.
În sat își are reședința o echipă de fotbal din liga județeană – AS Potigrafu – care își joacă meciurile acasă pe terenul de la Potigrafu.
Potigrafu este una dintre localitățile unde a fost turnat filmul Cold Mountain (2003).